# 克雷米约
克雷米约（法語：Crémieu，法語發音：[kʁemjø]），法国东南部城市，奥弗涅-罗讷-阿尔卑斯大区伊泽尔省的一个市镇，隶属于拉图尔迪潘区，其市镇面积为6.14平方公里，2022年1月1日时人口数量为3,543人，在法国城市中排名第3,278位。
克雷米约位于伊泽尔省西北部，一处丘陵西侧的山麓地带，因其境内的城堡遗址而闻名，是一个区域性的中心城市，多条公路在此交汇。

## 地名来源
“Crémieu”一名最初于公元835年以拉丁语“Stramiacum”的形式记录于虔诚者路易的一份手记当中，其来源及含义尚有待考证。

## 历史

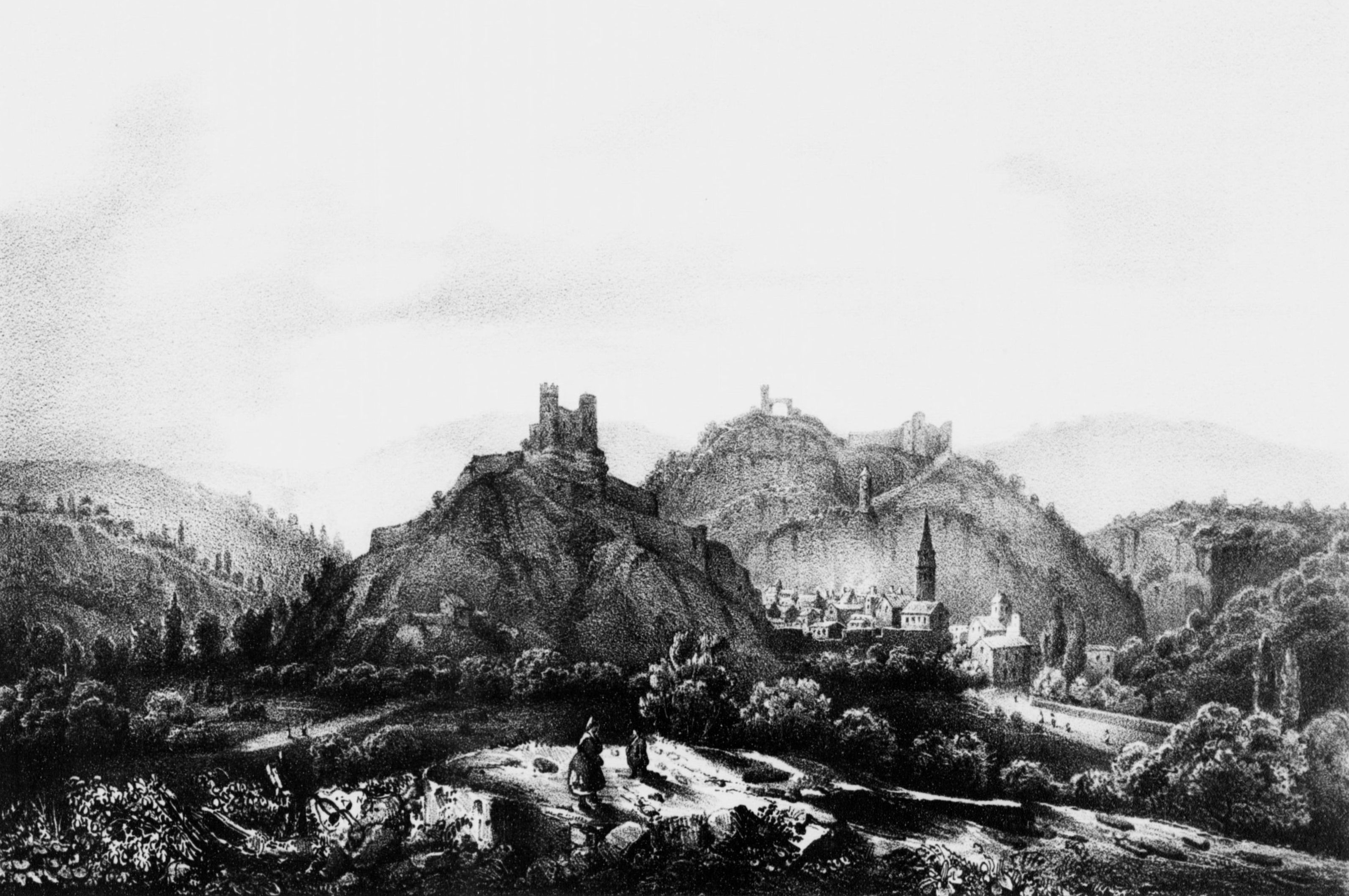
19世纪初的克雷米约

克雷米约的早期历史尚不清楚，当地最初于公元9世纪时在一份文件中被提及。公元12世纪时，拉图尔迪潘领主在克雷米约附近的圣洛朗岭（Colline Saint-Laurent）上兴建了代尔菲纳勒城堡（Château Delphinal），山岭西侧逐渐形成聚落。1353年，克雷米约及其所在的多菲内成为法兰西王国的一部分。克雷米约的城墙及集市大堂分别于14世纪和15世纪建成。法国大革命后，克雷米约成为伊泽尔省的一个市镇。克雷米约镇中心的汲水喷泉（Fontaine à balancier）于1823年建成。途径克雷米约的东里昂铁路于1899年全线贯通，后因设施老化及客流下降而于1947年废弃。

## 地理

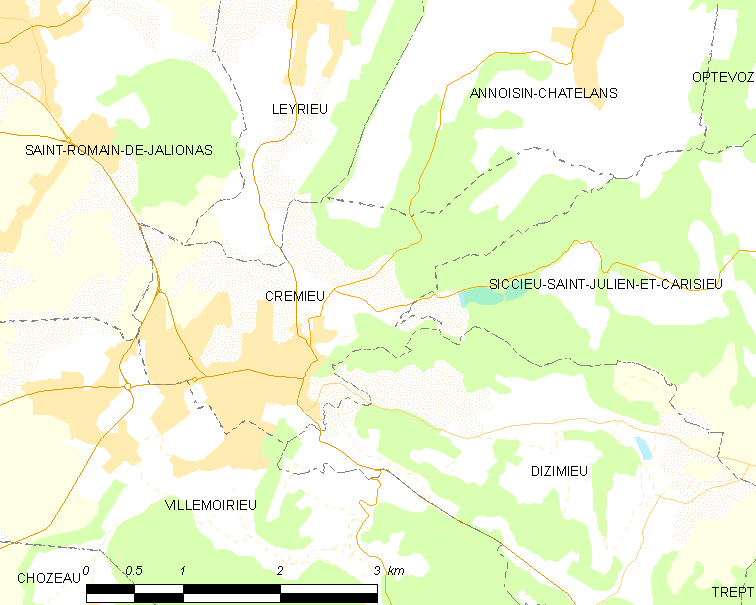
克雷米约市镇范围地图

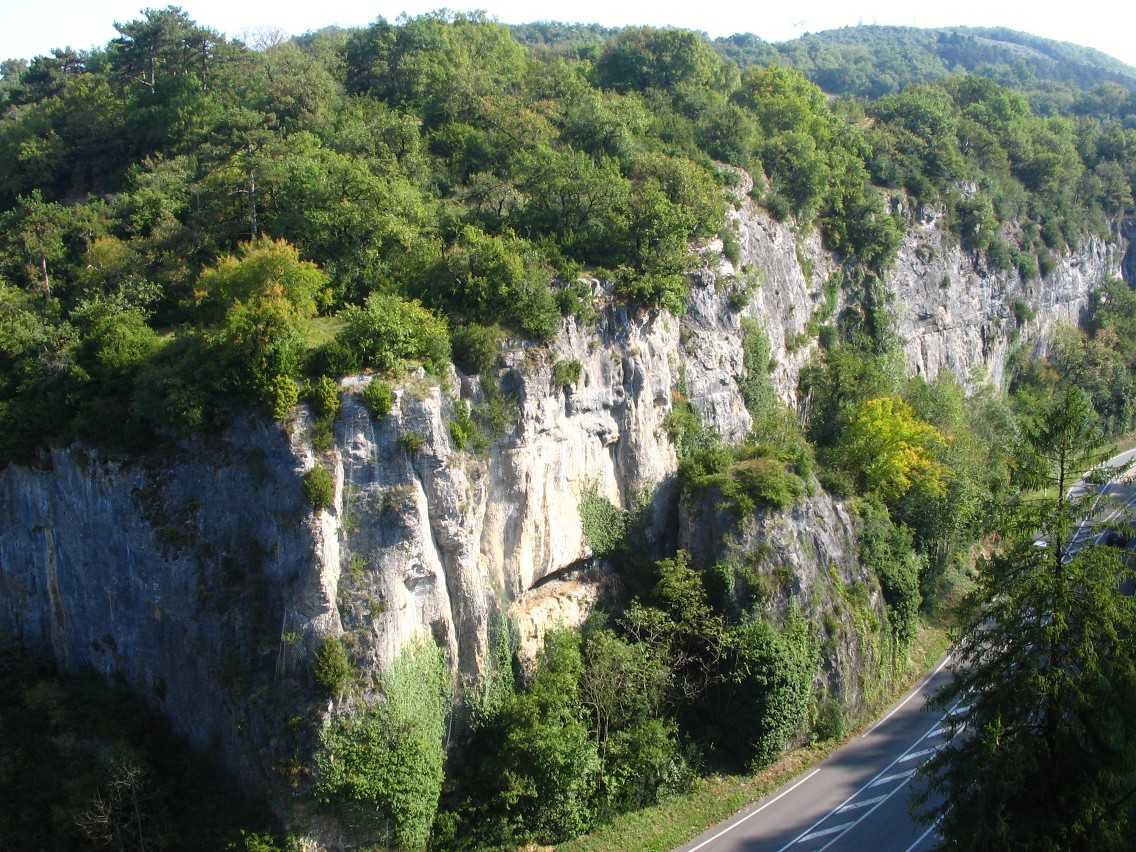
克雷米约附近的一处岩石

克雷米约位于法国东南部，奥弗涅-罗讷-阿尔卑斯大区中部和伊泽尔省西北部，距离省会格勒诺布尔大约88公里。与克雷米约接壤的市镇包括：圣罗曼-德雅利奥纳斯、锡雪-圣于连和卡里雪、维勒穆瓦里约、阿努瓦桑-沙特朗、迪济米约、莱里约。

### 地形
克雷米约位于里昂平原（Plaine de Lyon）东部腹地，境内以平原和浅丘为主，市镇中心地势较为平坦，东侧为浅丘地貌，部分区域起伏明显，全境海拔在203到415米之间。

### 水文
克雷米约位于罗讷河流域范围内，沃溪（Ruisseau de Vaux）自东向西流经镇中心，该河水量较小，部分河段被人工建筑物覆盖。

### 植被
克雷米约属于温带阔叶混交林区，林地多分布于市镇范围东部的丘陵地带。
在鲜花城市的评比中，克雷米约被评为2星级鲜花城市。

### 气候
克雷米约在柯本气候分类法中属于带有大陆性特征的温带海洋性气候。

## 行政区划
克雷米约的市镇编号为38138，邮政编号为38460。
在行政管理方面，克雷米约隶属于法国奥弗涅-罗讷-阿尔卑斯大区伊泽尔省拉图尔迪潘区；在地方选举方面，克雷米约隶属于沙尔维约-沙瓦尼厄县，其市镇范围全境被划入伊泽尔省第六选区；在社会管理方面，克雷米约是多菲内阳台市镇公共社区的组成部分。
截至2023年1月，克雷米约市镇范围内暂无城市敏感街区及城市政策优先街区。
法国国家统计与经济研究所（简称）在进行数据统计时，将克雷米约及相邻的维勒穆瓦里约设为克雷米约城市核心区（Unité urbaine de Crémieu），但未将克雷米约划入任何城市区（Aire urbaine）内。自2020年起，克雷米约被划入包含398个市镇的里昂城市辐射区。此外，还将克雷米约市镇整体看作一个“块区”（IRIS），以便于统计人口分布情况。

## 交通

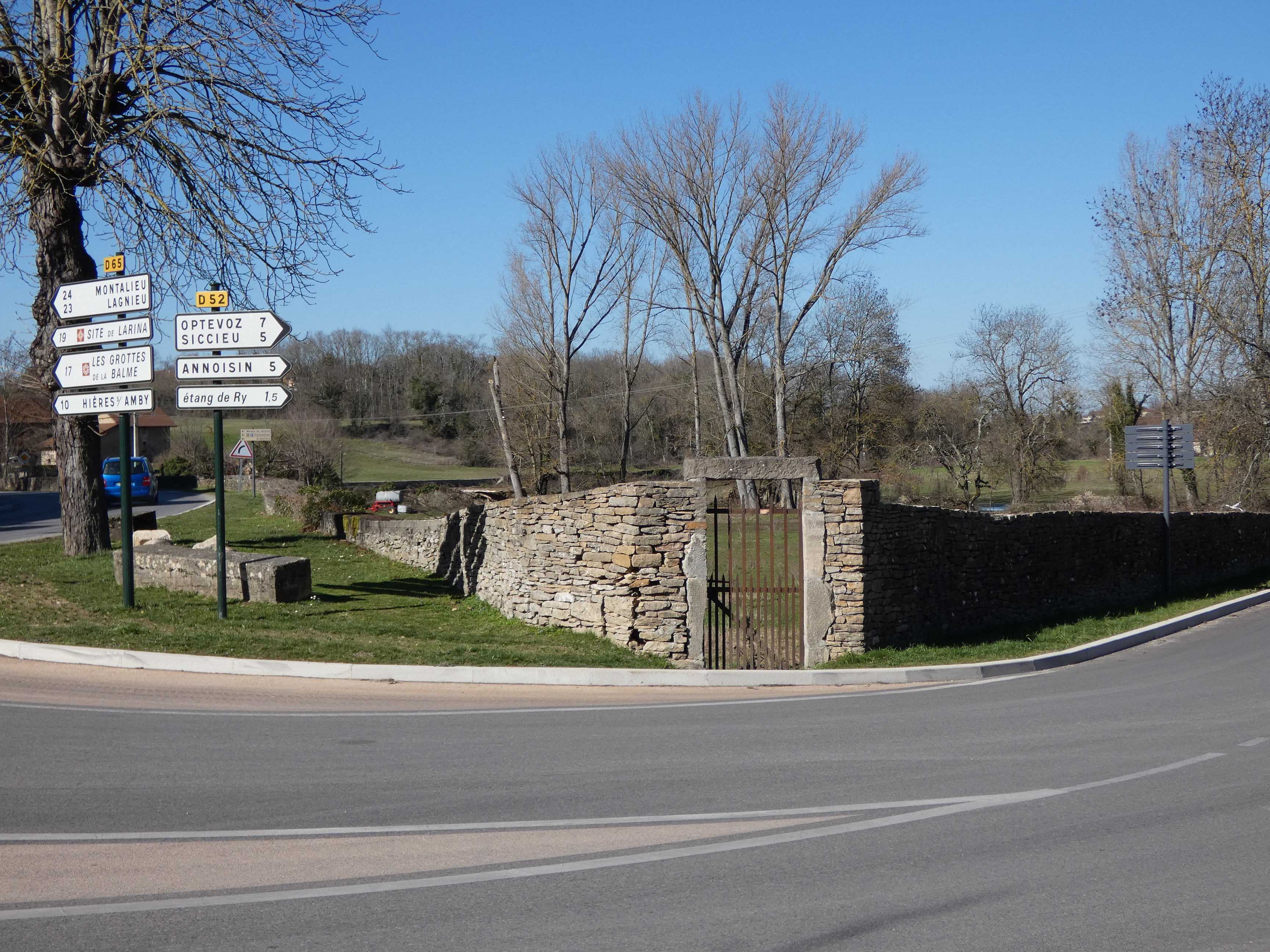
克雷米约附近的一处交叉公路口

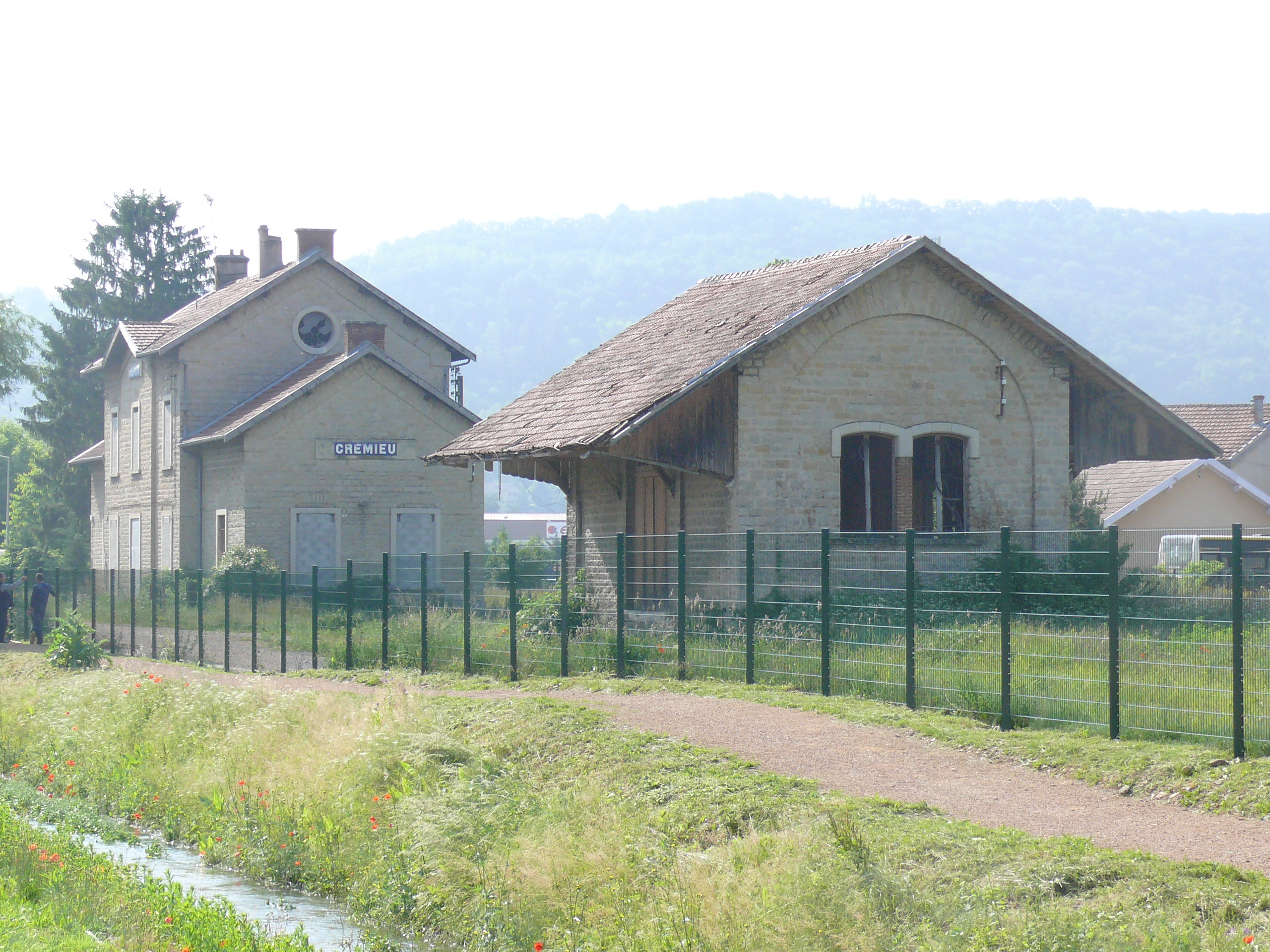
克雷米约火车站旧址

### 公路
伊泽尔省省道D24线、D52线、D65线、D75线、D140线和D517线在克雷米约境内交汇。奥弗涅-罗讷-阿尔卑斯大区下属的城际客运提供巴士线路，可前往梅济约及布尔关雅略。
2019年，76.8%的克雷米约家庭拥有至少一辆私人汽车。2019年，克雷米约境内共发生各类交通事故1起，造成2人受伤，其中1人重伤。
| 5 | 17 |

| 3 | 16 |

| 格勒诺布尔 | 90 |

| 拉图尔迪潘 | 31 |

| 布尔关雅略 | 21 |

| 圣康坦-法拉维耶 | 18 |

| 里昂 圣埃克絮佩里机场 | 19 |

| 昂贝略昂比热 | 33 |

### 铁路
克雷米约位于东里昂铁路上，该铁路已于1947年废弃，其中克雷米约附近的多处路段被改建为步行绿道。
距离克雷米约最近的运营中的客运铁路车站为19公里外的里昂圣埃克絮佩里站，该站是一个高速铁路车站，停靠往返于巴黎和格勒诺布尔之间的高速列车，以及前往里昂市中心的机场快铁。

### 航空
距离克雷米约最近的民用航空站为里昂圣埃克絮佩里机场，距离克雷米约市中心的公路里程约19公里。

### 城市公共交通
截至2023年1月，克雷米约暂无城市公共交通系统。

## 政治

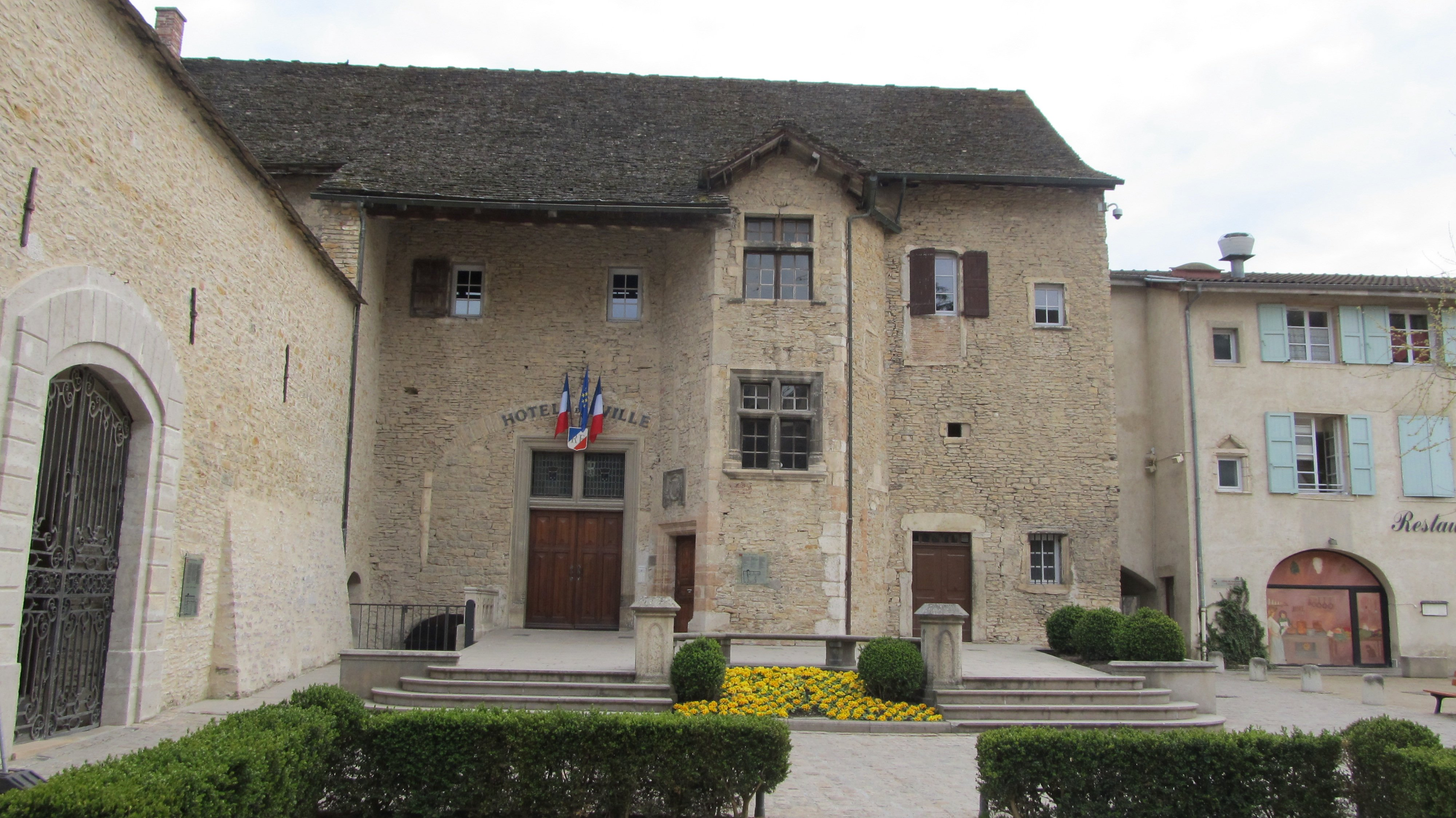
克雷米约市政厅

克雷米约的现任市长为阿兰·穆瓦纳-布雷桑先生，他是共和党的一名成员，在2020年的市政选举中获得了58.72%的支持率。
在2022年的法国总统大选中，法国第25任总统埃马纽埃尔·马克龙在克雷米约获得了58.21%的支持率。

## 人口
2019年，克雷米约市镇人口数量为3,375，在法国排名第3,278位。其中男性1,612人，女性1,763人，75岁及以上人口占8.0%，外籍人口数量为218人，人口密度为550人/平方公里，当地居民被称为（男性）或（女性）。2020年，克雷米约境内出生22人，死亡人口41人。
| 克雷米约1901年－2020年人口变化情况 |
|                                    |
| 数据来源：Cassini、INSEE           |

## 经济
克雷米约是一个区域性的中心市镇。截止2023年1月，克雷米约市镇范围内共有各类用人单位（包含自雇）729家，平均历史为16年，其中97.02%为中小型企业（PME），2022年11月至2023年1月间，当地的经济活力指数为0.14%。（公路客运）、（金属部件）及（塑料部件）是当地2021年营业额最高的三个企业，分别为521,021,489欧元、13,584,178欧元和7,976,880欧元。

## 财政与居民收入
2021年，克雷米约的财政收入总额为3,256,490欧元，财政支出总额为2,885,930欧元，当年的债务总额为5,009,760欧元。2021年，克雷米约市镇通过增值税获得153,670欧元的收入，此外当地还共获得了57,950欧元的国家直接财政补助。
2020年，克雷米约的人均月收入总额为2,523欧元，其中高级职员为4,255欧元，高于法国平均水平（4,230欧元）；中级职员为2,609欧元，高于法国平均水平（2,411欧元）；普通职员为1,777欧元，亦高于法国平均水平（1,740欧元）。
2019年，克雷米约境内的贫困率为11%，青壮年（15至64岁）失业率为12.8%；当地53.6%的家庭拥有纳税资格，平均纳税3,305欧元，低于法国平均水平（3,910欧元）。

## 社会事务

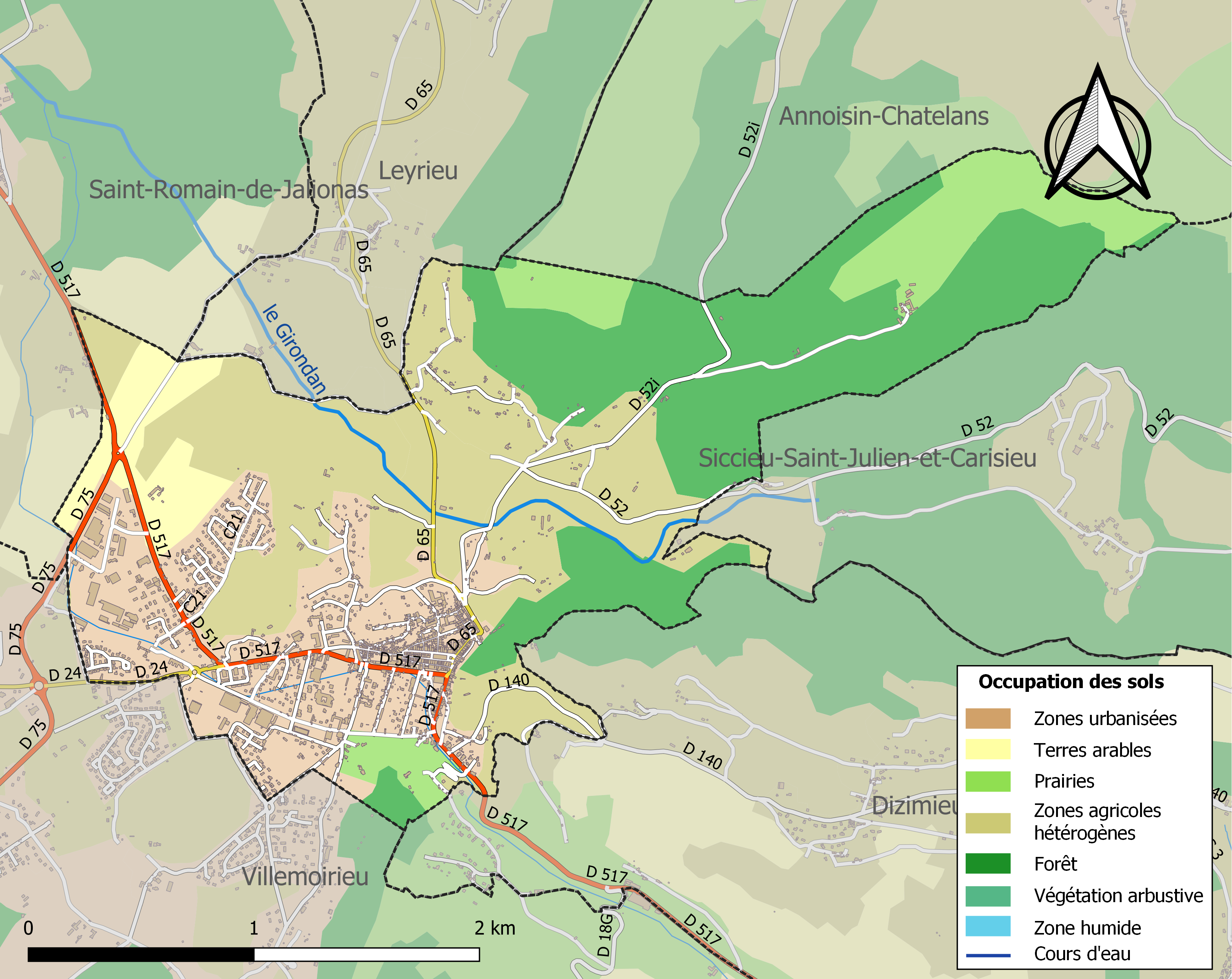
克雷米约土地利用情况地图

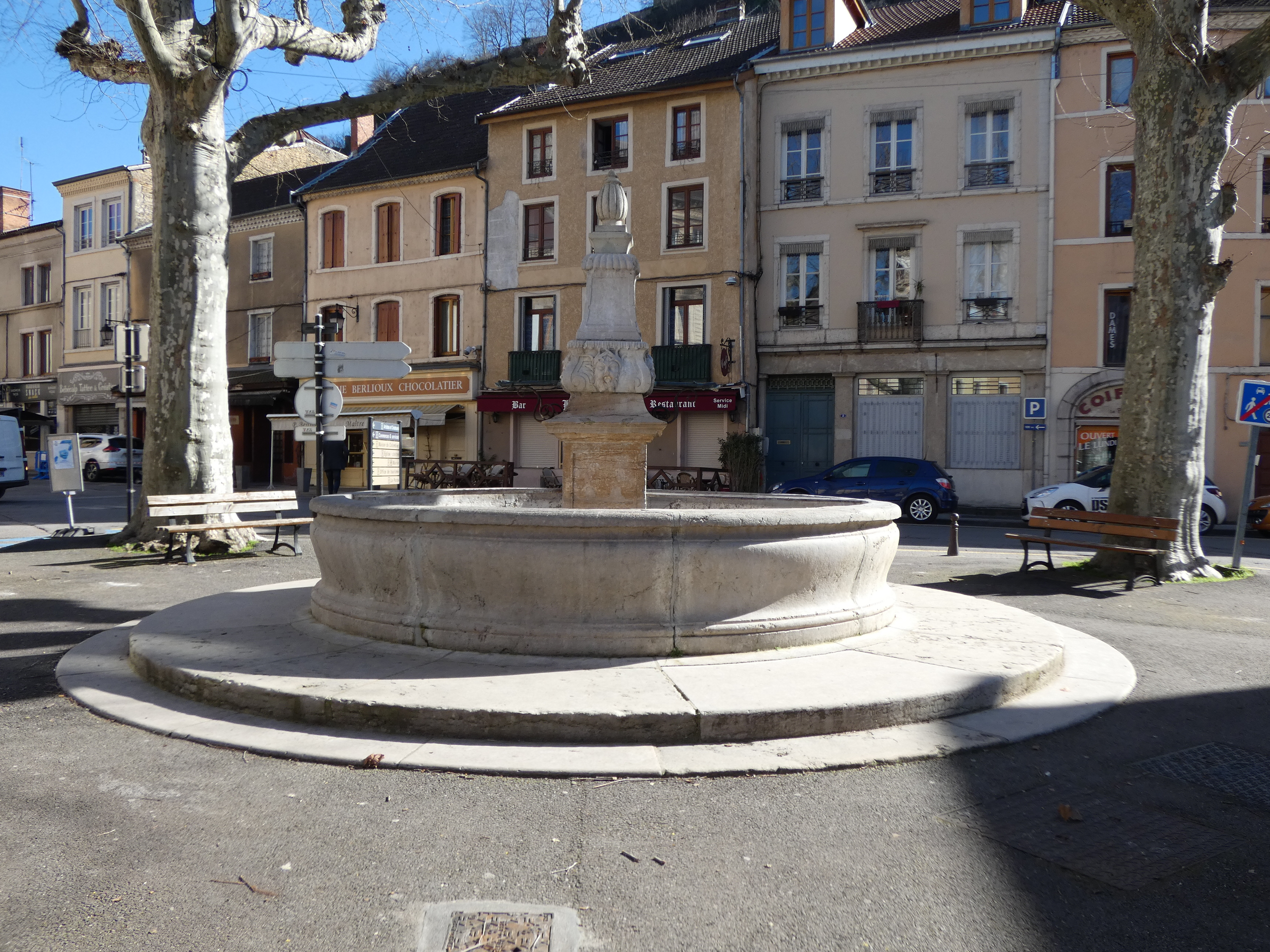
克雷米约镇中心的普瓦普广场

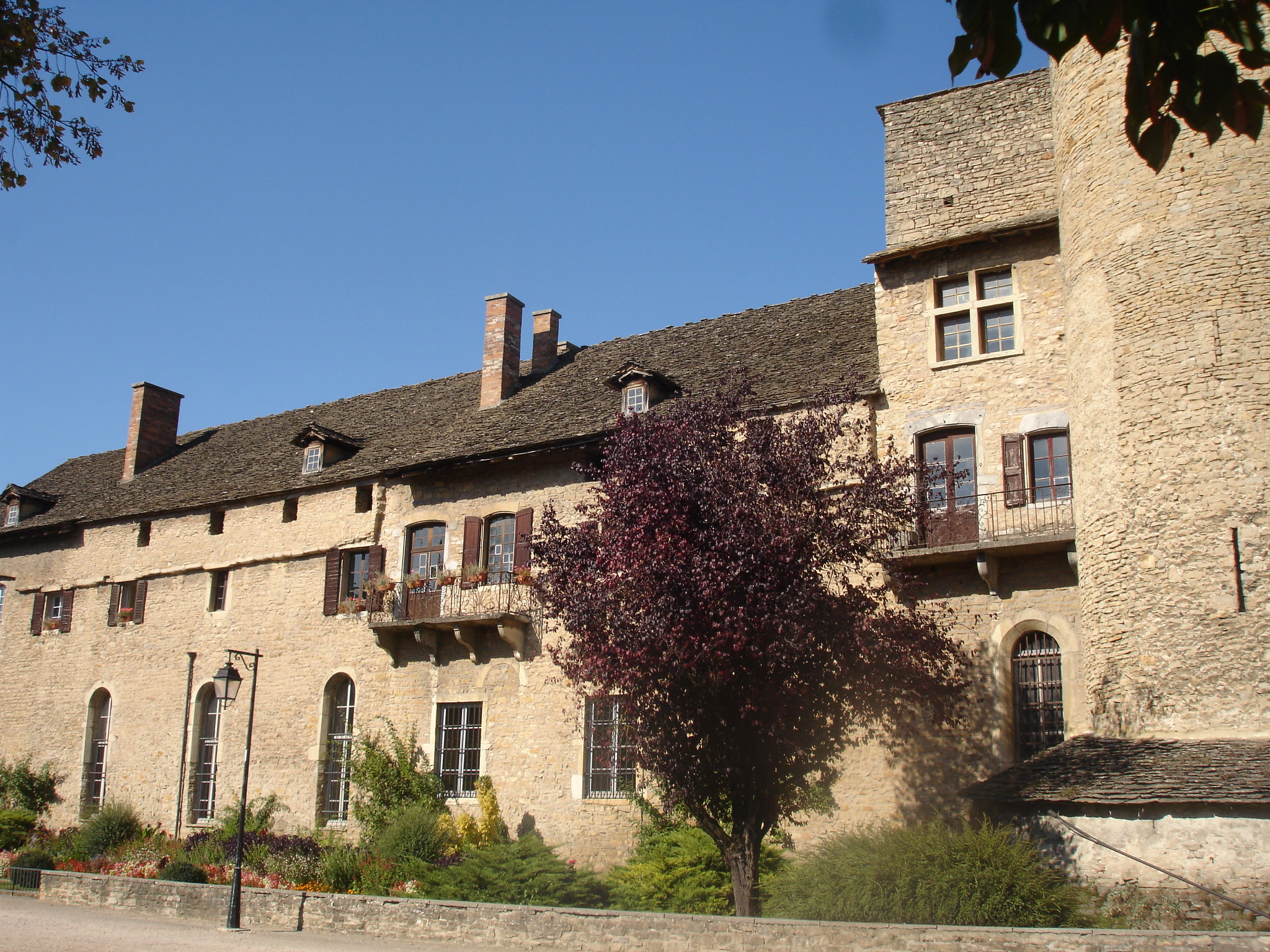
一处传统民居

### 教育
克雷米约属于格勒诺布尔学区。截止2021年1月1日，克雷米约境内共有1所幼儿园、2所小学和1所初级中学。2018至2019学年度，克雷米约境内共有在校中等教育阶段学生807名。

### 医疗
截止2021年1月1日，克雷米约境内共有全科医生3名、保健师3名、牙医5名、护士6名和眼科医生1名。境内共有药房2家。
距离克雷米约最近的区域性医疗机构为布尔关雅略中心医院（Centre Hospitalier de Bourgoin-Jallieu），其主病区皮埃尔·乌多医院（Hôpital Pierre Oudot）位于布尔关雅略市区西部，距离克雷米约市区的正常车程约20分钟，该院设有床位368个，是当地规模最大的公立综合性医院。

### 住房
2019年，克雷米约境内共有各类住房1,816套，其中45.4%为独立式居民区，54.4%为集中式居民区。常住房屋占克雷米约市镇范围内居民建筑总量的85.7%。
在住房保障政策方面，2021年，克雷米约境内共有299户家庭获得了住房经济补助，受益人数占总人口数量的8.9%，其中290份为房租补助。

### 商业
2021年，克雷米约境内共有各类实体商铺117家，其中餐厅19家、大型超市1家、杂货店1家、面包房3家、肉铺2家、书店3家、银行门店2家、美容美发店8家、汽车维修店13家。市区西部建有家乐福购物超市。

### 体育
2021年，克雷米约境内共有3间体育馆、1座综合体育场、4处网球场、1处足球或橄榄球场以及3处篮球或排球场。
截至2023年1月，克雷米约-圣罗曼足球俱乐部（Crémieu Saint-Romain Football Club，编号560408）是克雷米约境内唯一的一家注册足球俱乐部，成立于2020年，其主队2022至2023赛季参加伊泽尔省足球联赛丁组（法国第十二级别），其主场为市政球场（Stade municipal）。

### 环境
克雷米约的环境事务由其所属的多菲内阳台市镇公共社区联合各级政府协调负责。2021年，克雷米约境内共有2家污染企业。

### 治安
2021年，克雷米约市镇范围内有1处宪兵队。
克雷米约及其附近的共52个市镇是布尔关雅略国家宪兵队的管辖范围。2020年，该宪兵队累计记录各类案件6,398起，其中盗窃类案件3,228起，经济类案件743起，毒品交易类案件423起。

## 文化
2021年，克雷米约境内暂无任何文化设施。克雷米约境内建有市政图书馆，每周二、三、五、六向公众开放。

### 建筑
克雷米约境内有多处历史建筑，其中代尔菲纳勒城堡（Château Delphinal）、施洗圣约翰教堂、里昂门等为法国国家文物保护单位。

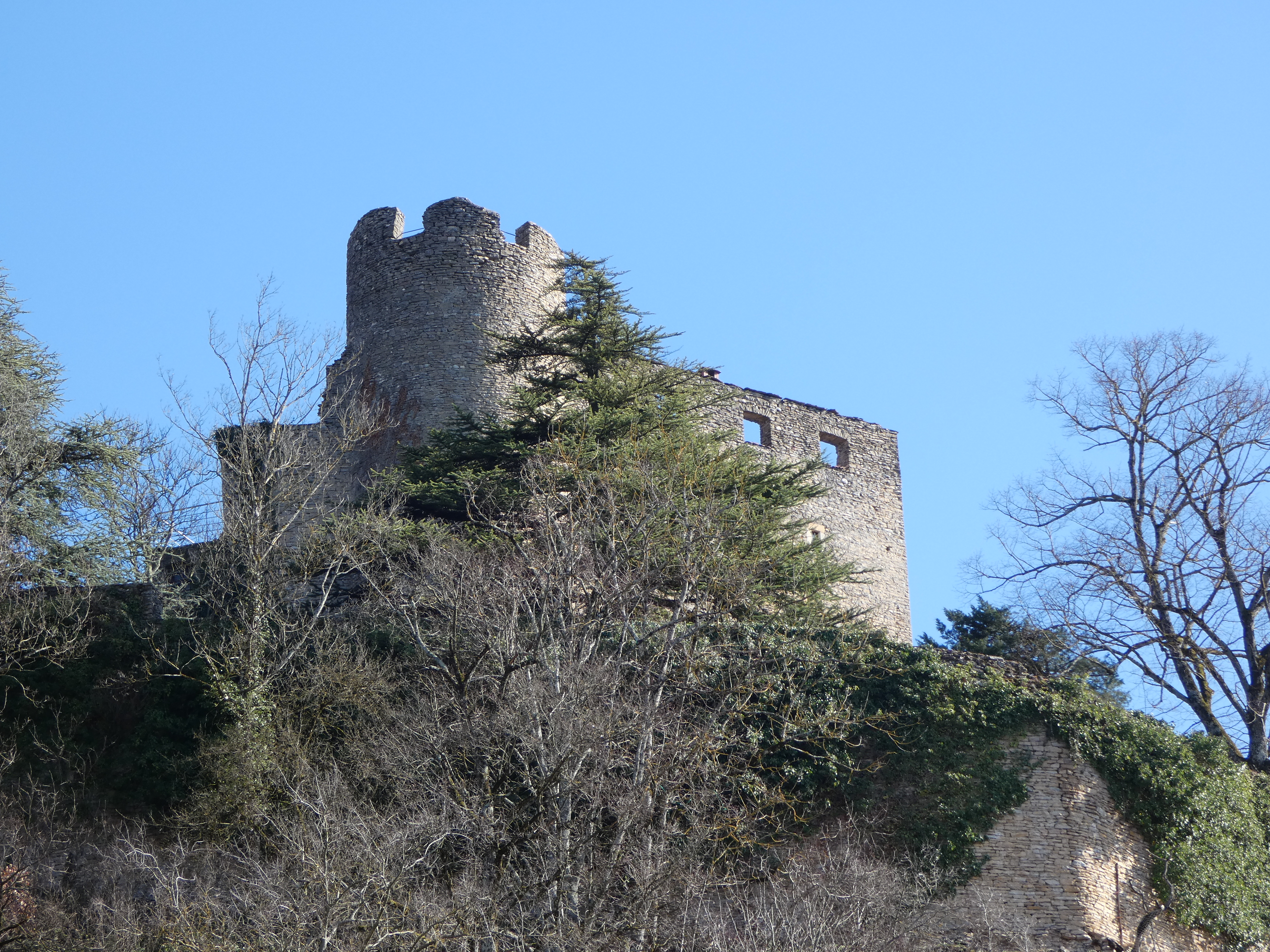
代尔菲纳勒城堡
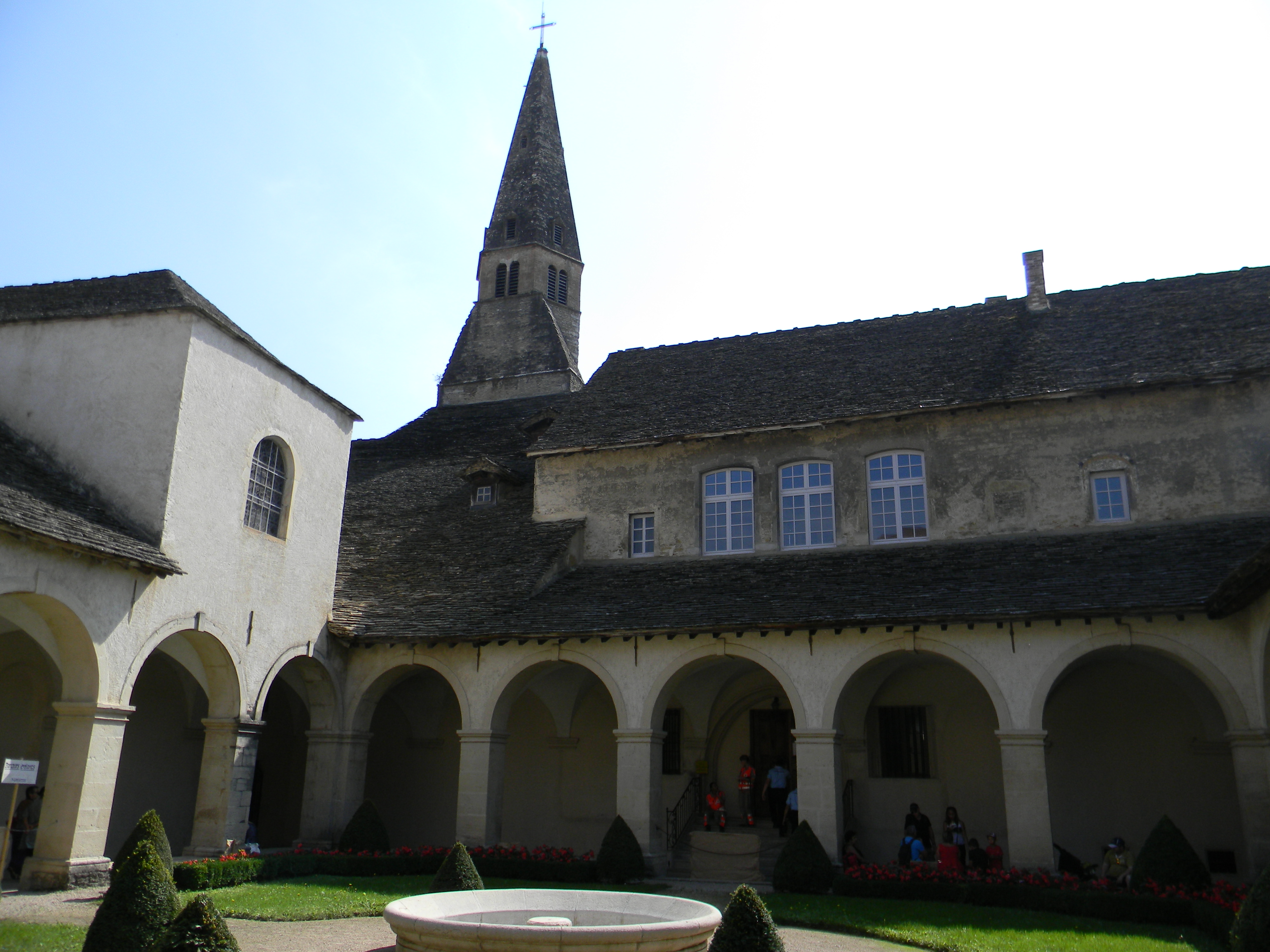
施洗圣约翰教堂（法语：Église Saint-Jean-Baptiste de Crémieu）
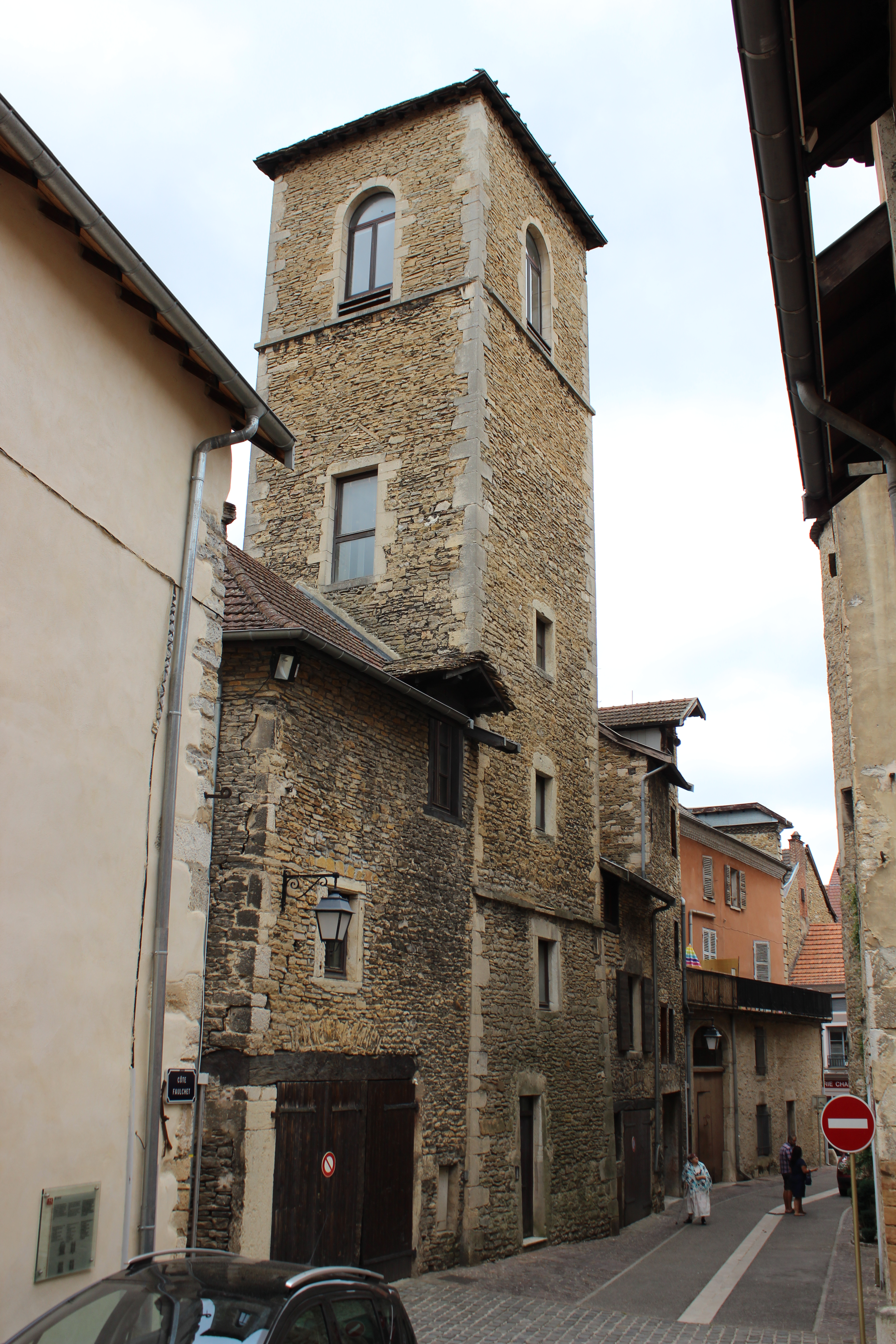
圣让教堂
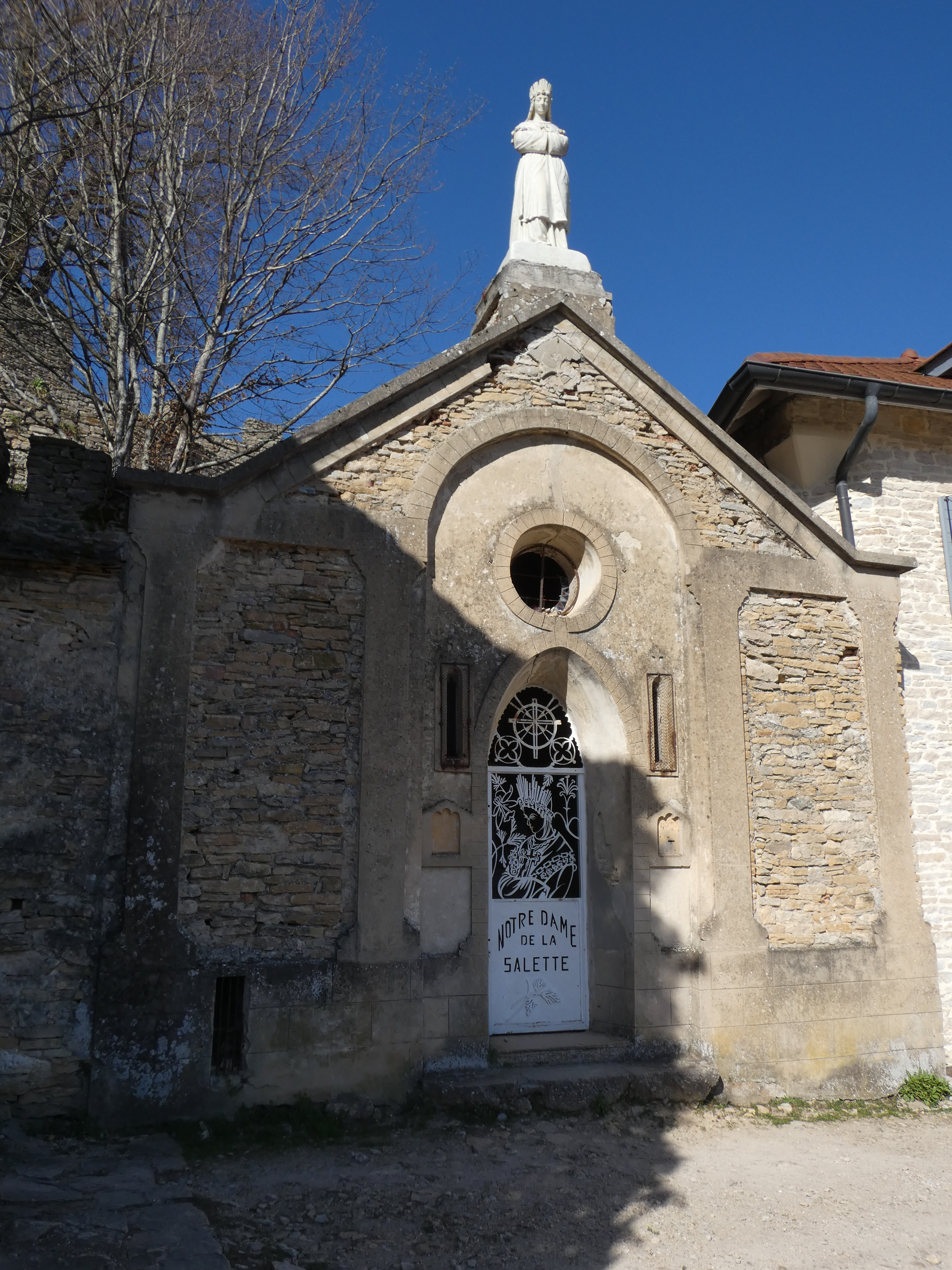
圣母小教堂
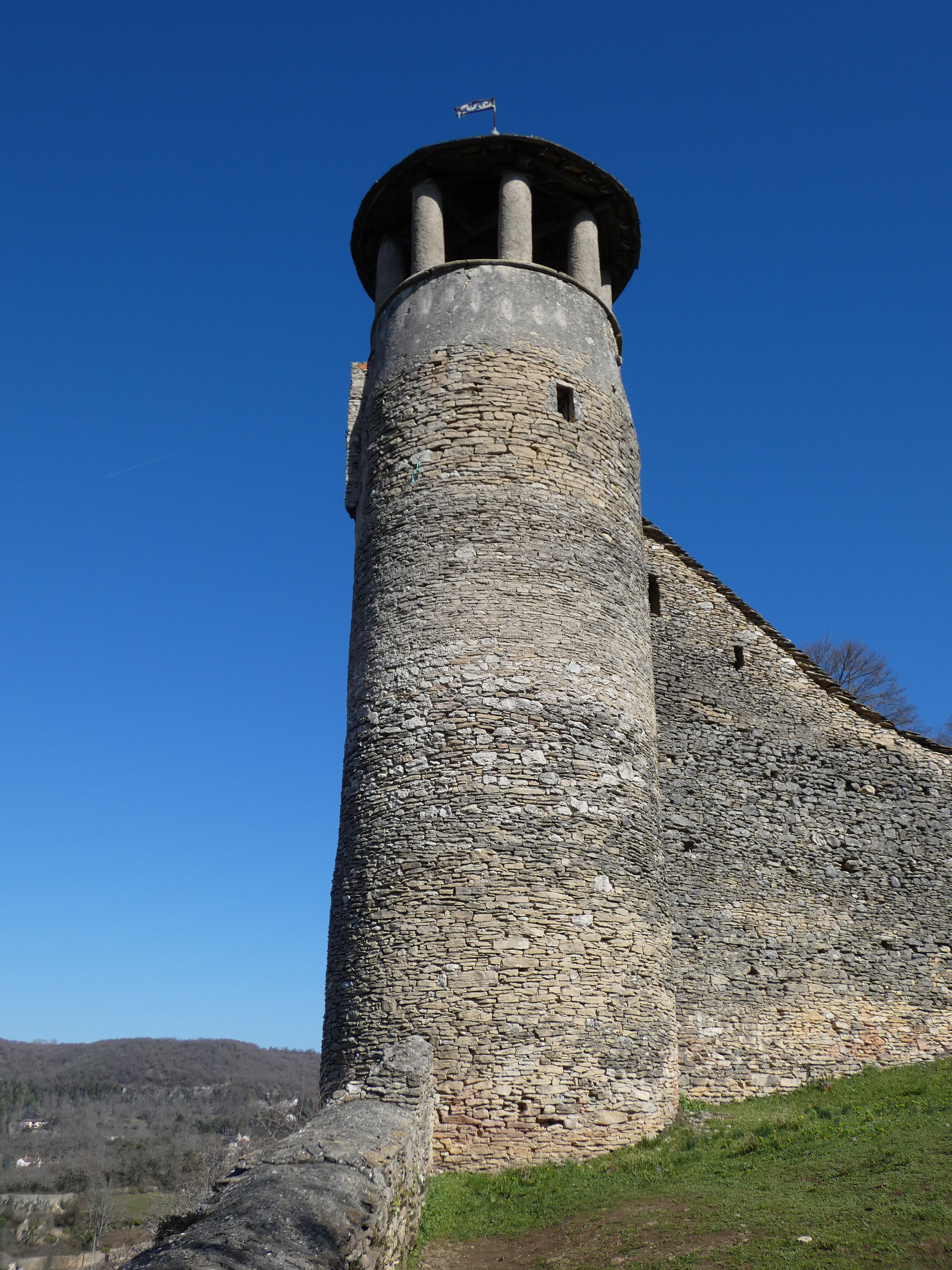
钟楼塔
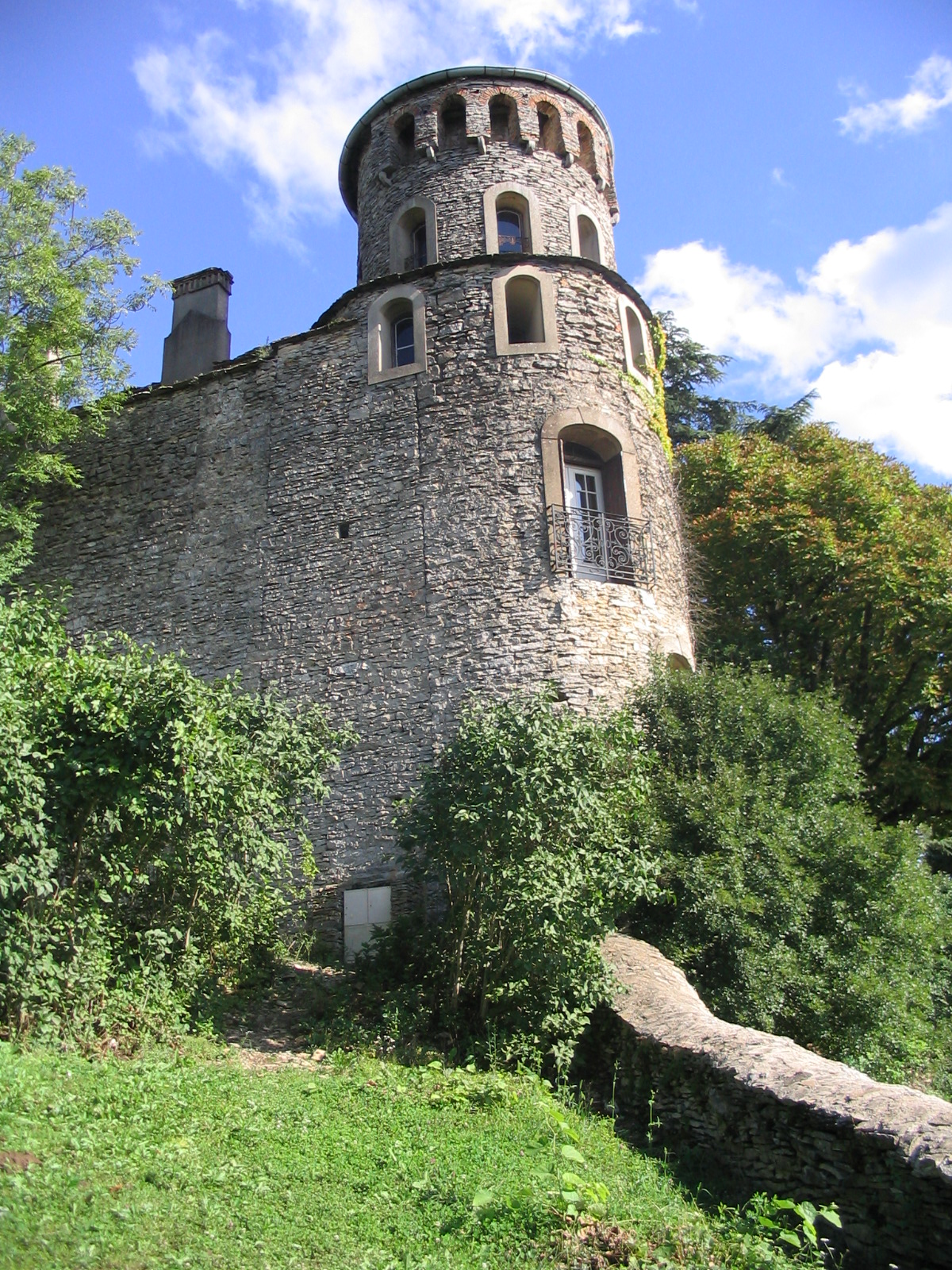
伊波利特塔
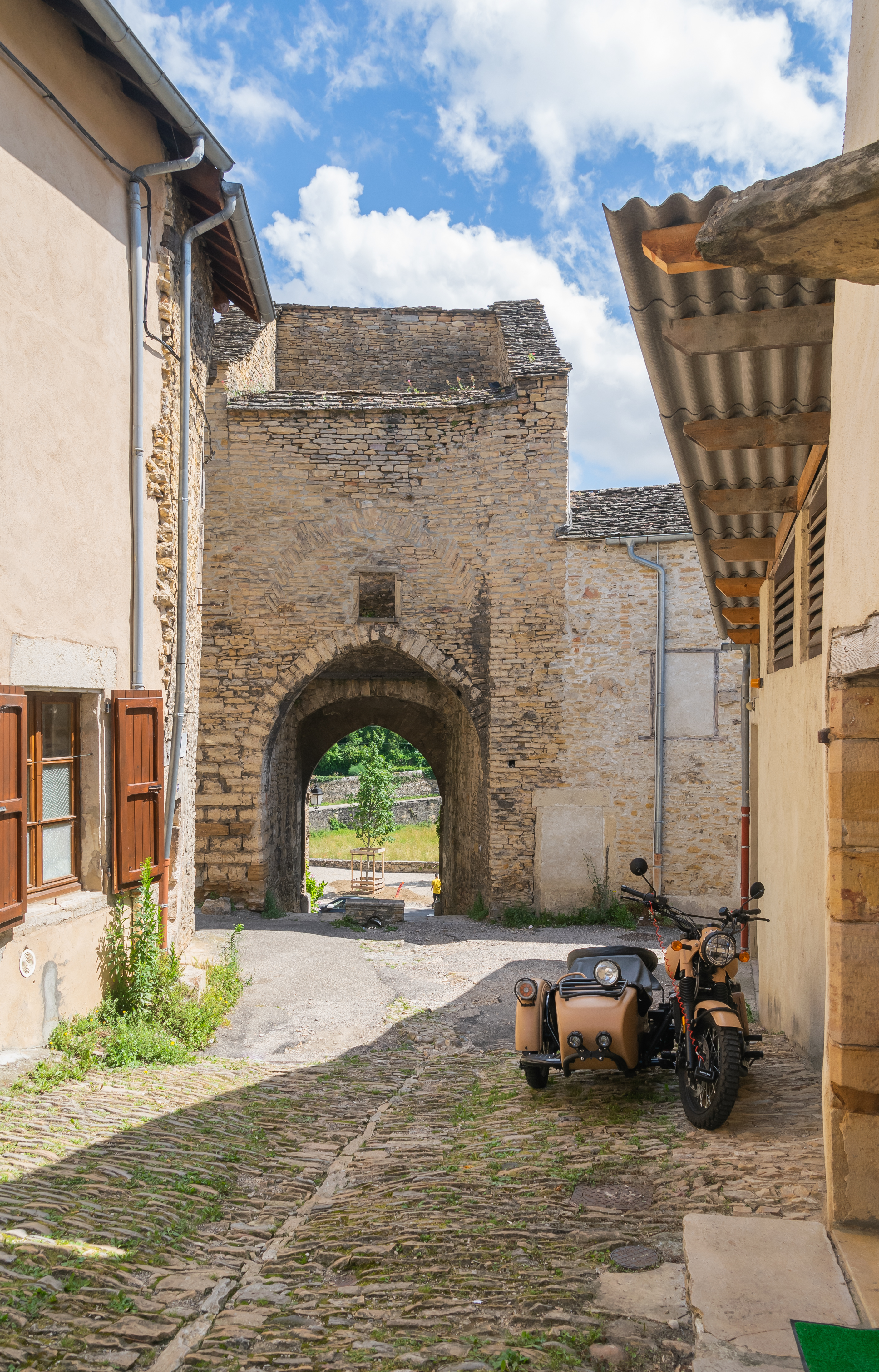
基里约门
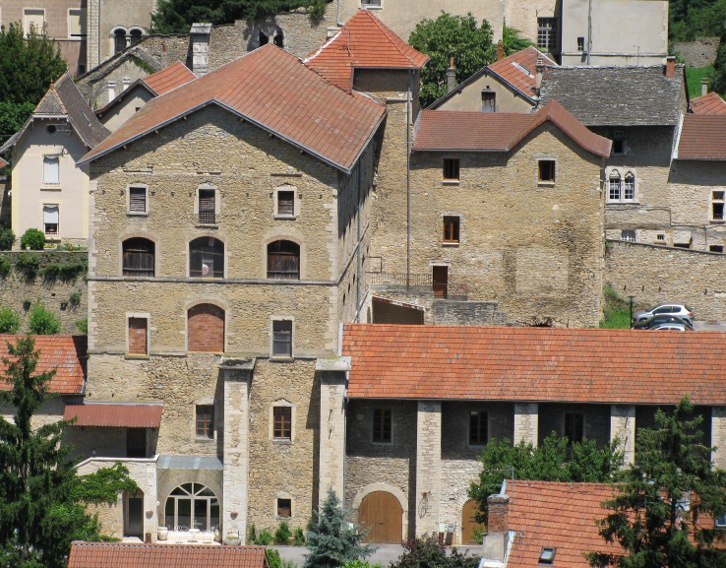
一处旧厂房
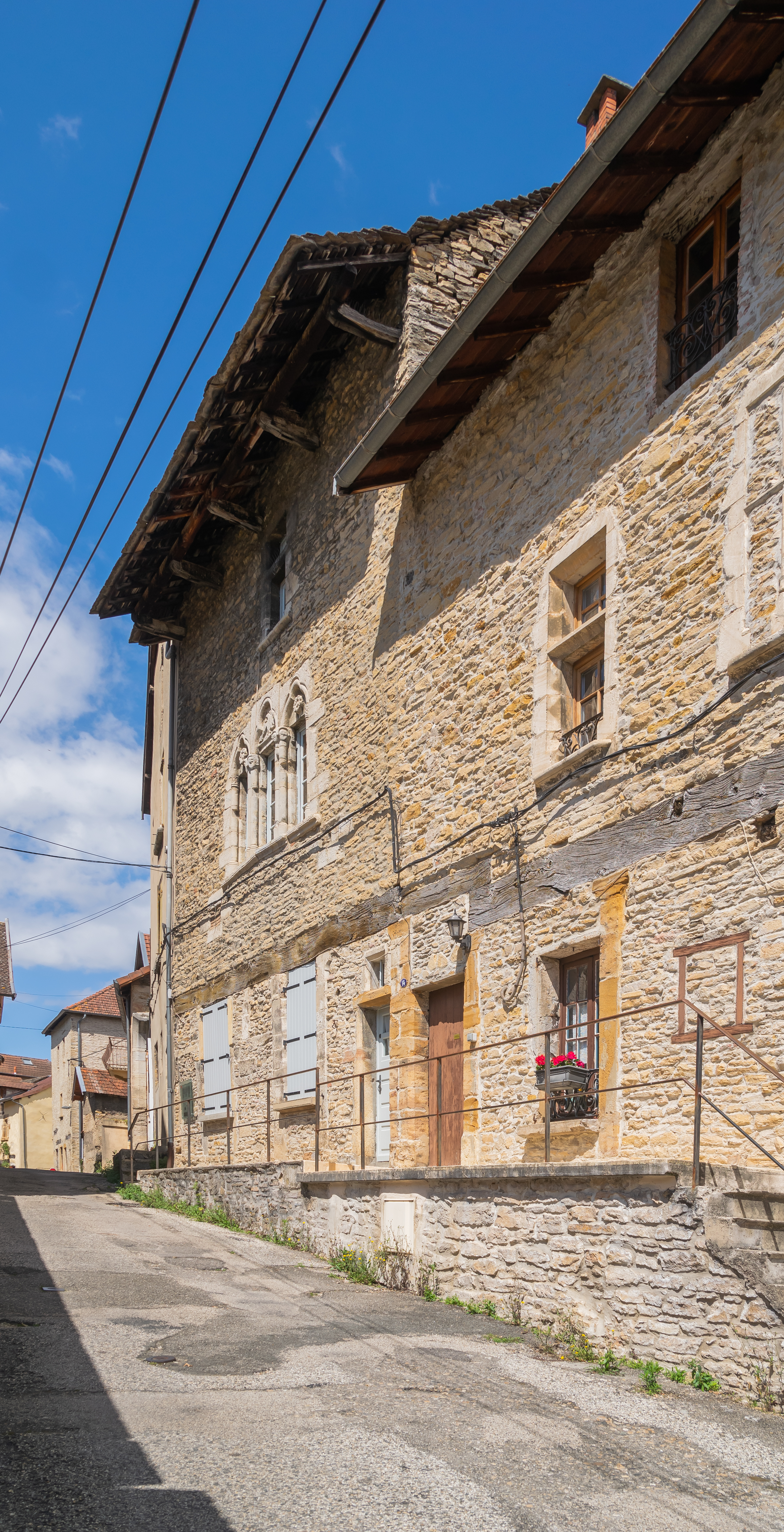
民居

### 旅游
克雷米约的旅游事务由其所属的多菲内阳台市镇公共社区负责。2022年，克雷米约境内共有1家酒店共计8间房间。

### 媒体
法国主要的媒体均可在克雷米约接收，法国电视三台下属的奥弗涅-罗讷-阿尔卑斯大区频道在部分时段播出克雷米约所在伊泽尔省的地方新闻。蓝色法兰西伊泽尔广播、Scoop广播、《里昂进步报》、《多菲内自由报》等是当地主要的地方性媒体。

## 友好城市
截至2023年1月，克雷米约共与一座城市互为友好城市关系：
- 德国 许滕贝格